# Inspecção Geral das Actividades Culturais
Pour les articles homonymes, voir IGAC.
Le Inspecção Geral das Actividades Culturais (Inspection générale des activités culturelles) est un système d’évaluation portugais pour les jeux vidéo.

## Classification
| Icône | Description                                                               |
| ----- | ------------------------------------------------------------------------- |
|       | Parcialmente adequado para crianças (Partiellement adapté aux enfants)    |
|       | Para crianças de 3 anos e acima (Pour les enfants de 3 ans et plus)       |
|       | Para crianças de 6 anos e acima (Pour les enfants de 6 ans et plus)       |
|       | Para crianças de 12 anos e acima (Pour les enfants de 12 ans et plus)     |
|       | Para crianças de 14 anos e acima (Pour les enfants de 14 ans et plus)     |
|       | Para crianças de 16 anos e acima (Pour les enfants de 16 ans et plus)     |
|       | Para as pessoas de 18 anos e acima (Pour les personnes de 18 ans et plus) |